# Нойверк
Нойверк (на немски: Neuwerk) е остров в Северно море, спадащ към територията на днешния Голям Хамбург, Германия. Населението на острова е 36 души през 2006 г.

## География
Разположен е в югоизточната част на Северно море, между устията на реките Елба и Везер. На около 13 км югоизточно от острова се намира град Куксхафен.
Административно Нойверк е на територията на окръг Хамбург-център (Bezirk Hamburg-Mitte) от Голям Хамбург, въпреки че се намира на около 100 км от града. Той е главният остров на подразделението градска част Нойверк (Stadtteil Neuwerk) от окръг Хамбург-център, към което спадат още островите Шархьорн и Нигехьорн.
Островът се намира в националния парк „Хамбургишес Ватевмеер“. Площта му е 3 км2, а най-високото му възвишение е 7 м. При отлив островът може да бъде достигнат пеша (за около 2,5 часа) или с каруца, а при висока вода – с кораб.
Намиращите се на около 4 км от Нойверк островите Шархьорн и Нигехьорн образуват защитен резерват за птици, а достъпът на хора до тях е ограничен. Част от земята пред дигите е в състава на резервата за птици.

## История
Най-старият съществуващ документ, в който се споменава Нойверк, е коалиционен договор между Ланд Вурстен и Хамбург от 1316 г. Там островът е споменат със старото си име Ниге О. През 1300 г. започва строежът на наблюдателна кула, който продължава 10 г. Първоначално тя служи за защита на острова и водната линия към Хамбург срещу пирати. Около кулата е построена стена, на места висока до 8 метра, така че се получава укрепление. Съоръжението получава името Дат Варк – военен израз, означаващ наблюдателна кула. По късно това наименование се превръща в име на острова. Първоначално кулата е от дървен материал и след възникнал пожар се налага да бъде построена наново (този път от камък) в периода 1367 – 1369 г. Кулата започва да служи като фар през 1814 г.
250 г. след построяването на кулата островът се използва само от военни, а първите цивилни заселници идват в средата на 16 век. През 1931 г. земята пред дигите е опасана с пръстен от камъни, чиято цел е да предпазва острова от ерозия.
На 1 април 1937 г. влиза в сила т.нар. Закон за Голям Хамбург, по силата на който в територията на Голям Хамбург влизат градове, села и околии, принадлежали дотогава на Прусия. В замяна Прусия (по-късно Долна Саксония) получава няколко хамбургски територии, сред които Куксхафен и Нойверк. През 1969 г. Хамбург и Долна Саксония подписват договор, според който Нойверк и Шархьорн се връщат на Хамбург.

## Икономика
Основните поминъци на жителите на Нойверк са туризмът и земеделието. През летните месеци островът се посещава от около 120 000 туристи годишно, които могат да нощуват в 3 пансиона, ваканционни квартири, 2 хотела-плевни и 2 младежки общежития. По главната дига островът може да бъде обиколен за около 1 час.
Също през летните месеци върху земята пред дигата могат за бъдат отглеждани коне и говеда. Тогава островът служи и като център за съвкупление на пчели, „организиран“ от пчелния институт в Целе. Спокойствието на острова създава идеална предпоставка за това.

## Забележителности
Най-голямата забележителност на острова безспорно е фарът. Това е най-старата сграда на Хамбург. Дълго време служила за защита на острова, кулата е съоръжена и функционира от 1814 г. като фар, а от 1942 г. неговата маслена лампа отстъпва мястото си на електрическа. Фарът е обявен за културен паметник през 1924 г.
Допреди години всички трупове, довличани от прилива до бреговете на острова, са погребвани в гробището на незнайните. Днес труповете се превозват до Континентална Германия.
Плитчините, образуващи се при отлив, както и ивицата земя пред дигата, дават възможност да бъде проследен процесът на приливите и отливите. Приливите (особено след бури) често изхвърлят на брега кехлибари, някои от които могат да бъдат видени в музея на кехлибара.